# گیاه‌پارچ ماداگاسکاری
گیاه‌پارچ ماداگاسکاری (نام علمی: Nepenthes madagascariensis)، یکی از دو گونه از سرده گیاه‌پارچ‌ها در ماداگاسکار می‌باشد. گونه دیگر گیاه‌پارچ ماسوالا است.

## تاریخ گیاه‌شناسی
گیاه‌پارچ ماداگاسکاری اولین گونه گیاه‌پارچ‌ها بود که به‌طور علمی توصیف شد. ایتین دو فلاکور (Étienne de Flacourt) آن را در سال ۱۶۵۸ با نام آمراماتیکو ضبط کرد. او توصیفی از این گیاه را در اثر مهم خود تاریخچه جزیره بزرگ ماداگاسکار منتشر کرد. می‌خواند:
این گیاهی است که حدود ۳ فوت ارتفاع دارد و در انتهای برگ‌هایش که ۷ اینچ طول دارند، یک گل توخالی یا میوه شبیه یک گلدان کوچک با کلاهک دارد که منظره‌ای شگفت‌انگیز است. قرمز و زرد وجود دارد که زرد بزرگ‌ترین آنهاست. ساکنان این کشور تمایلی به چیدن گل‌ها ندارند و می‌گویند که اگر کسی آنها را گذرا بچیند، آن روز باران نمی‌بارد. در مورد آن، من و همه فرانسوی‌های دیگر آنها را چیدیم، اما باران نبارید. بعد از باران، این گل‌ها پر از آب می‌شوند که هر کدام حاوی یک نیم‌لیوان خوب است. [ترجمه شده از فرانسوی در Pitcher-Plants of Borneo]

## بوم‌شناسی
گیاه‌پارچ ماداگاسکاری در امتداد ساحل شرقی ماداگاسکار واقع می‌شود. بیشتر در جنوب جزیره، در اطراف تلانارو، رایج است، اگرچه تا شمال شبه‌جزیره ماسوالا (Masoala National Park) یافت می‌شود. در کناره‌های باتلاق‌ها و در خاک‌های پوده‌ای یا شنی در ارتفاعات کم می‌روید.[۱]
پارچ‌های گیاه‌پارچ ماداگاسکاری میزبان حداقل دو گونه عنکبوت گیاه‌پارچ‌زی هستند: Synema obscuripes و Theridion decaryi.

## جوره‌های گونه
این گونه دو جوره دارد:
گیاه‌پارچ ماداگاسکاری جوره ماکروکارپا اسکات‌الیوت (۱۸۹۱)
گیاه‌پارچ ماداگاسکاری جوره سیلندریکا دوب. (۱۹۰۶)